# Alone III: The Pinkerton Years
Alone III: The Pinkerton Years és un àlbum compilatori de Rivers Cuomo, líder de Weezer. Fou publicat el 12 de desembre de 2011, al mateix temps que The Pinkerton Diaries i com una seqüela d'Alone II: The Home Recordings of Rivers Cuomo.
Els temes inclosos en aquest treball foren enregistrats entre els anys 1993 i 1996, motiu pel qual Cuomo ho considera l'època de Pinkerton (The Pinkerton Years). En la presentació d'aquests treball, Cuomo va assenyalar que tenia intenció de publicar més seqüeles (Alone IV, Alone V i Alone VI).

## Llista de cançons
Totes les cançons foren escrites i compostes per Rivers Cuomo. 
| Núm. | Títol                             | Col·lecció                | Durada |
| ---- | --------------------------------- | ------------------------- | ------ |
| 1.   | «I'm So Lonely»                   |                           | 0:19   |
| 2.   | «Getchoo»                         |                           | 3:10   |
| 3.   | «Lisa»                            |                           | 3:06   |
| 4.   | «Negativland»                     |                           | 0:59   |
| 5.   | «You Gave Your Love to Me Softly» |                           | 2:03   |
| 6.   | «When You're Alone»               |                           | 0:53   |
| 7.   | «Susanne»                         |                           | 2:50   |
| 8.   | «There Is No Other One»           |                           | 2:59   |
| 9.   | «Let Me Wash at Your Sink»        |                           | 2:36   |
| 10.  | «Waiting on You»                  |                           | 3:20   |
| 11.  | «Oh No, This Is Not For Me»       | Suite from the Black Hole | 0:39   |
| 12.  | «Tired of Sex»                    | Suite from the Black Hole | 2:35   |
| 13.  | «She's Had a Girl»                | Suite from the Black Hole | 0:52   |
| 14.  | «What is This I Find?»            | Suite from the Black Hole | 1:13   |
| 15.  | «Now I Finally See»               | Suite from the Black Hole | 0:42   |
| 16.  | «Longtime Sunshine»               | Suite from the Black Hole | 0:49   |
| 17.  | «I'm Lonely on a Saturday Night»  | Fulton Avenue Suite       | 1:14   |
| 18.  | «Oh God I'm Hungry»               | Fulton Avenue Suite       | 0:20   |
| 19.  | «I'm on Fire, You're a Liar»      | Fulton Avenue Suite       | 2:19   |
| 20.  | «The End of My String»            | Fulton Avenue Suite       | 0:57   |
| 21.  | «I Can't Break Your Heart Slow»   | Fulton Avenue Suite       | 0:45   |
| 22.  | «Money Makes Me Happy»            | Fulton Avenue Suite       | 0:52   |
| 23.  | «My Mind's on You»                | Fulton Avenue Suite       | 1:21   |
| 24.  | «Defeat on the Hill»              |                           | 0:49   |
| 25.  | «Clarinet Waltz»                  |                           | 1:36   |
| 26.  | «A Glorious Moment»               |                           | 1:04   |